# Bourette
Bourette (französisch bourrette, bourre: Füllhaar, Flock) ist ein Seidengarn, das aus Abfällen der Schappe-Spinnerei gewonnen wird. Die kurzen Fasern (max. 60 mm) sind stark mit Knötchen durchsetzt, was das mittelfeine bis grobe Bourettegarn glanzlos und rau macht. Der durch Bourette- oder Seidenwergspinnerei im Zweizylinderverfahren gewonnene Seidenstoff ähnelt Leinen und wird überwiegend als Dekorationsstoff und für Textilien verwendet.

## Eigenschaften
Im Gegensatz zu Haspelseide, die in einem langen Faden vom Seidenspinner-Kokon abgewickelt wird, und Schappeseide, die aus längeren Seidenfasern besteht, kann Bourette nicht vollständig vom Seidenleim gereinigt werden. Der Seidenleim hält die Kokons der Seidenspinner zusammen und ist auch verantwortlich für den charakteristischen Geruch, der der Bouretteseide erhalten bleibt.
Kennzeichnend für Bourette ist zudem die noppige, von Knötchen durchsetzte Struktur. Diese Eigenschaften machen das Gewebe für die Modeindustrie eher uninteressant. Aufgrund des hohen Gehalts von Seidenleim wird dem Gewebe allerdings eine entzündungshemmende Wirkung nachgesagt. Verwendung findet Bourette daher häufig in der Herstellung von Babywindeln und Stilleinlagen.